# Bitka za zračnu luku Antonov
Bitka za zračnu luku Antonov, bio je neuspjeli pokušaj ruskih snaga da na zračnoj luci u Hostomelu stvore snažno uporište za osvajanje glavnoga grada Ukrajine, Kijeva, u početnim danima Invazije na Ukrajinu 2022. Prema mišljenju nekih vojnih analitičara, ovaj neuspjeh ruskih snaga, uvelike im je umanjio mogućnost brzoga okončanja rata.

## Kontekst

### Značaj i položaj zračne luke
Zračna luka Antonov, teretna je zračna luka, koja se nalazi u Hostomelu, sjeverozapadnom predgrađu glavnog grada Ukrajine Kijeva. U vlasništvu je kompanije za proizvodnju zrakoplova Antonov.

### Uvod u invaziju
Dana 24. veljače 2022. godine, nakon nekoliko mjeseci gomilanja trupa na ukrajinskim granicama, Ruska Federacija je pokrenula masovnu invaziju na Ukrajinu. 

## Desant 24. veljače
Oko osam sati ujutro, 24. veljače 2022., velika formacija od 34 transportna helikoptera Mi-8, (NATO oznaka "Hip") doletjela je u niskom letu sa sjevera, u ukrajinski zračni prostor iz Bjelorusije. U helikopterima je bilo tristotinjak padobranaca iz sastava 11. i/ili 31. gardijske desantno-jurišne brigade. Helikopteri su prevozili rusko zračno-desantno pješaštvo, prateći iz Bjelorusije u niskom letu rijeku Dnjepar. U pratnji ovih transportnih helikoptera bili su barem dva jurišna helikoptera Ka-52 i barem jedan Mi-24.  Pri prolasku preko rijeke, po zračnom konvoju otvorena je vatra iz pješačih i ručnih PZO (MANPADS) sustava ukrajinskih branitelja, pri čemu je nekoliko 8-ica oboreno, te se na snimkama objavljenim na internetu vidi kako neki helikopteri padaju u vodu.Oboren je i jedan Ka-52 iz pratnje, čiji su se piloti vidjeli kako napuštaju olupinu. Nakon približavanja zračnoj luci u Hostomelu, jurišni helikopteri iz pratnje, otvorili su vatru po ukrajinskim otpornim točkama oko zračne luke, kako bi ih pritisnuli i tako podržali padobrance koji se iskrcavaju i raspoređuju u kružnu obranu.
Iz transportnih helikoptera koji su stigli na zračnu luku, padobranci su se uspješno iskrcali, nakon čega su krenuli zauzimati zračnu luku, ušavši u borbu s obližnjim postrojbom ukrajinske nacionalne garde, koja je imala svoju bazu u neposrednoj blizini zračne luke. Prema tvrdnjama ukrajinskog medijskog časnika kodnog imena Operator Starsky, koji je i sam sudjelovao u borbama za aerodrom, nakon što je obližnja ukrajinska brigada Nacionalne garde ostala bez streljiva, morala se privremeno povući što je Rusima omogućilo da se privremeno konsolidiraju. Padobranci su zatim otpočeli pripremu za dolazak 18 teških transportnih zrakoplova Iljušin Il-76, međutim njihovo ukopavanje, poremetio je otpor koji su pružili lokalni naoružani civili i brzi dolazak ukrajinske 3. pukovnije za specijalne namjene. U kritičnom trenutku 4. interventna brigada Nacionalne garde Ukrajine, potpomognuta Ukrajinskim zrakoplovstvom, pokrenula je žestoki protunapad.
Budući da Rusi u blizini nisu imali oklopništvo koje bi ih podržalo, padobranci su ovisili o podršci iz zraka. Ubrzo su se u blizini pojavila dva ruska jurišnika Suhoj Su-25 i počela djelovati po braniteljima. Također su se pojavili i ukrajinski zrakoplovi Su-24 i MiG-29 koji su preživjeli početna ruska raketiranja. I oni su počeli nadlijetati aerodrom i podržavati protunapade snaga nacionalne garde. Kako su Ukrajinci počeli uvoditi sve više i više vojske u protunapade, zbog borbi koje su se vodile na tlu, strateška avijacija čije se slijetanje očekivalo, nije mogla sletiti na pistu. Nakon što su okružili zračnu luku, do večeri su Ukrajinci istjerali padobrance, a preostali padobranci razbježali su se po okolnim šumama. Prema tvrdnjama zapovjednika Gruzijske legije, Mamuke Mamulašvilija (dragovoljačke postrojbe koja je također sudjelovala u borbama za aerodrom na strani Ukrajine) njegovi ljudi su ostali bez streljiva, a on je sam svojim autom krenuo gaziti ruske padobrance u povlačenju.

## Dolazak ruskih kopnenih snaga
Do 25. veljače, mehanizirane ruske kopnene snage koje su nadirale iz smjera Bjelorusije, u kombinaciji s još jednim desantom padobranaca, konačno su uspjele uspostaviti kontrolu nad zračnom lukom, nakon što su probili ukrajinsku obranu kod Ivankiva. Dio oklopne kolone upao je u zasjedu prije dolaska do Hostomela, što je djelomično usporilo, no na kraju su ipak uspješno stigao do Hostomela, rastjeravši ukrajinske branitelje. Prema nekim špekulacijama, Ukrajinci su uništi piste za slijetanje i na taj način ih učinili neupotrebljivima za Ruse.

## Epilog
Unatoč padu aerodroma, Ukrajinci su nastavili djelovati po ruskim trupama u Hostomelu koristeći jurišne helikoptere i topničko-raketne snage. Dana 27. veljače, Ukrajinci su tukli po aerodromu topništvom, te su prema tvrdnjama Ukrajinaca, u napadima Rusima naneseni izvjesni gubici. Tijekom istoga dana, težište borbenih djelovanja pomaklo se prema susjednim mjestima Buča i Irpinj. Idućeg dana, 28. veljače, vozila iz velikog ruskog konvoja (dugog 40 kilometara) stigla su do zračne luke. Do 2. travnja 2022-, Ukrajinci su povratili kontrolu nad zračnom lukom, nakon ruskog povlačenja s kijevskog strateškog napadnog pravca.